# ルイジ・カーニ
ルイジ・カーニ（Luigi Cagni、1950年6月14日（74歳） - ）はイタリアの元サッカー選手、サッカー指導者。

## 経歴
サッカー選手としてはセリエBを中心としてDFとしてプレー。SSサンベネデッテーゼ・カルチョ在籍時にはトトネロ・ビスに関与したとして4か月の出場停止処分を科された。1988年に引退し、後に指導者へ転進。
ピアチェンツァ・カルチョで主に監督としてのキャリアを積む。2005-06シーズン途中よりエンポリを指揮。2006-07シーズンにはクラブ初のUEFAカップ出場権獲得に成功。フランチェスコ・タヴァーノ、セルヒオ・ベルナルド・アルミロン、セバスティアン・ジョビンコら優れた選手を育てる。2007-08シーズンは一転して苦戦し、途中解任を経て復任するが、チームは18位で降格となる。
2008-2009シーズンはセリエBに降格したパルマFCを指揮するが短期間で解任。

## 所属クラブ
- 1969-1978  ブレシア・カルチョ
- 1978-1987  SSサンベネデッテーゼ・カルチョ
- 1987-1988  FCオスピタレット

## 指導歴
- 1988-1989  ブレシア・カルチョ・ユース
- 1989-1990  チェンテーゼ
- 1990-1996  ピアチェンツァ・カルチョ
- 1996-1998  エラス・ヴェローナFC
- 1998-1999  ジェノアCFC
- 1999-2000  サレルニターナ・カルチョ1919
- 2000-2002  UCサンプドリア
- 2002-2004  ピアチェンツァ・カルチョ
- 2004-2005  USカタンザーロ
- 2006-2007  エンポリFC
- 2008  エンポリFC
- 2008  パルマFC
- 2011-2012  ヴィチェンツァ・カルチョ
- 2012  ヴィチェンツァ・カルチョ
- 2013  スペツィア・カルチョ
- 2017  ブレシア・カルチョ

| スタブアイコン | サブスタブ | この項目は、まだ閲覧者の調べものの参照としては役立たない、サッカー選手に関連した書きかけの項目です。この項目を加筆・訂正などしてくださる協力者を求めています（P:サッカー/PJ:サッカー選手/PJ:女子サッカー）。 |